# أنطون هارتمان
أنطون هارتمان (بالإنجليزية: Anton Hartman)‏ هو موزع جنوب أفريقي، ولد في 1918، وتوفي في 1982.